# Іван Маріс
Іван Маріс (порт. Ivan Mariz, 16 січня 1910, Белен, Бразилія — 13 травня 1982, Ріо-де-Жанейро, Бразилія) — бразильський футболіст, що грав на позиції півзахисника за клуб «Флуміненсе», а також національну збірну Бразилії.
Переможець Ліги Каріока. 

## Клубна кар'єра
У футболі дебютував 1928 року виступами за команду клубу «Флуміненсе», кольори якої і захищав протягом усієї своєї кар'єри гравця, що тривала дванадцять років. 
Помер 13 травня 1982 року на 73-му році життя у місті Ріо-де-Жанейро.

## Виступи за збірну
1932 року дебютував в офіційних матчах у складі національної збірної Бразилії. Матч проти Уругваю (2:1) на Кубок Ріу-Бранку так і залишився єдиним в його міжнародній кар'єрі.
Був включений до заявки збірної на чемпіонат світу 1930 року в Уругваї, але на поле не виходив.

## Титули і досягнення
- Переможець Ліги Каріока (1):

«Флуміненсе»: 1936